# Leucorhizon
Leucorhizon is een monotypisch geslacht van schimmels behorend tot de familie Gastrosporiaceae. Het bevat alleen de soort Leucorhizon nidificum.